# Шор, Адам
Адам Шор (англ. Adam Shore; род. 1 февраля 1959 года, Лос-Анджелес, штат Калифорния, США) — американский музыкант и вокалист, известный как один из основателей глэм-метал-группы Warrant.

## Биография

### Ранние годы
Шор родился 1 февраля 1959 года в Лос-Анджелесе, штате Калифорния, в семье английских иммигрантов.
Окончил среднюю школу Фэйрфакса в 1976 году. Эту же школу также окончил и Джош Льюис в 1984 году, впоследствии ставший оригинальным соло-гитаристом Warrant.

### Музыкальная карьера
Летом 1984 года вместе с Максом Эшером и Джошем Льюисом Шор основал глэм-метал-группу Warrant. Кроме них, в группе также играли ритм-гитарист Эрик Тёрнер и бас-гитарист Крис Винсент. Последнего вскоре заменил Джерри Диксон.
Он пел на двух ранних демо-треках Warrant: «You’ve Got A Broken Heart» и «Tease Machine». Позже он стал соавтором песни «Thin Disguise» с Джени Лейном.
В сентябре 1986 года, Шор покидает группу вместе с Эшером.
Шор продолжал выступать в нескольких других группах, включая Hot Wheelz, в которой также участвовали Макс Ашер, гитарист Дон Эдвард Сачс и басист Робби Крейн. Эшер ушёл и был заменён Эдди Кроссом.
В 1987 году Шор основал Shake City, в которой также были гитаристы Сачс и Майкл Блейр, бас-гитарист Рэй Бэйли и барабанщик Джейси Кэри. В начале 1991 года Блэйра заменил Итан Глэдстоун. Через год группа распалась.
В 1998 году Шор участвовал в демо записях «Demos for Diehards» Эрика Тёрнера.
С 2013 до 2021 года Шор работал в Red Bull Music Academy.

## Дискография
с Warrant
- You’ve Got A Broken Heart (демо-запись 1985 года)
- Tease Machine (демо-запись 1986 года)

с Hot Wheelz
- Hot Wheelz (1988) (EP)

с Эриком Тёрнером
- Demos For Diehards (1998)

с Shake City
- Shake City (2005) (EP)
- Shake City (2009)